# Pauselijke Academie van de Onbevlekte Ontvangenis

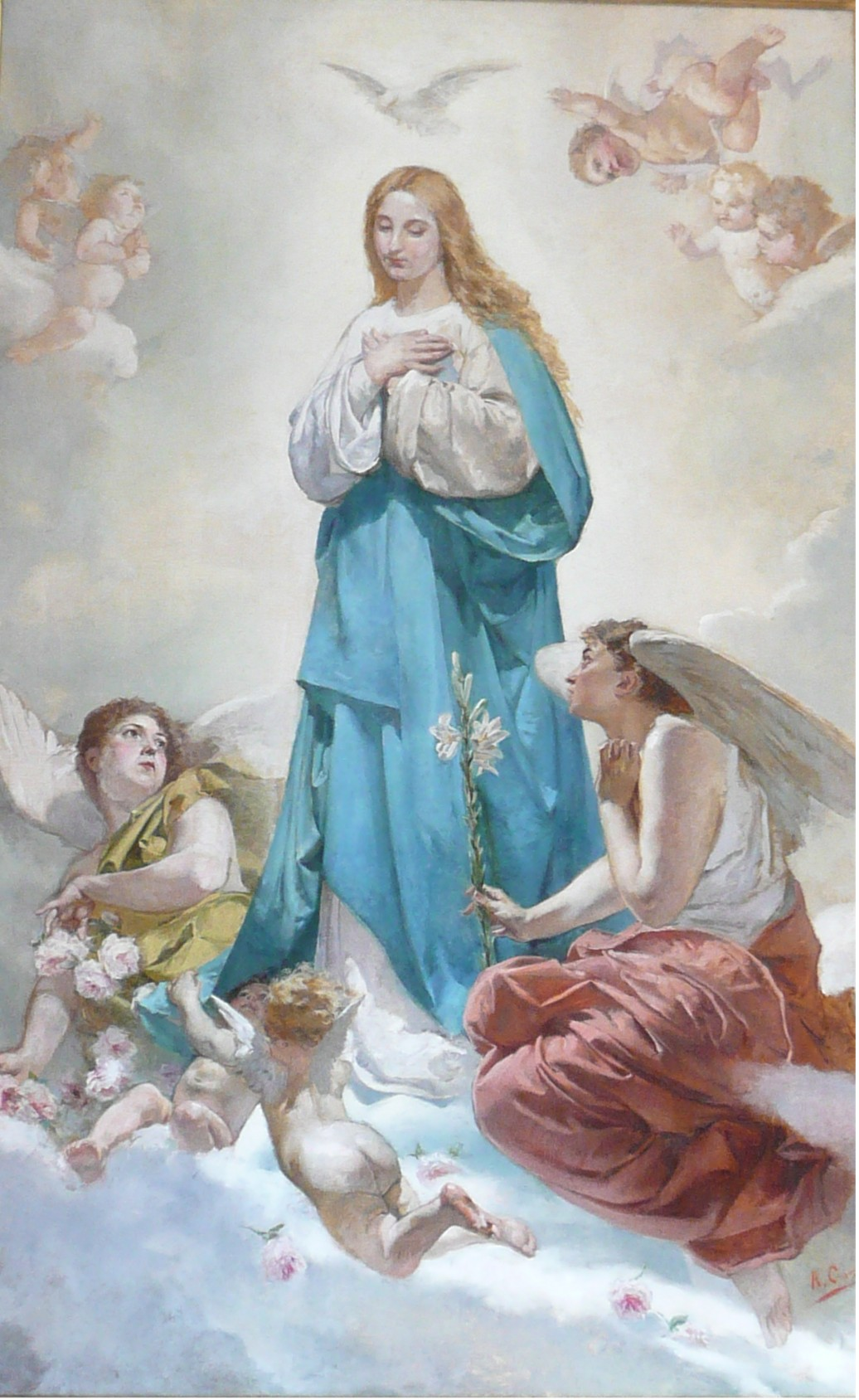
De Onbevlekte Ontvangenis van Maria

De Pauselijke Academie van de Onbevlekte Ontvangenis (Italiaans: Pontificia Accademia dell’Immacolata) was een in Rome gevestigde Academie die zich toelegde op het bestuderen en uitdragen van de Onbevlekte Ontvangenis van Maria.
De Academie ontstond in 1835 toen een jonge Italiaanse priester, Vincenzo Emili, een aantal studenten van de Pauselijke Gregoriaanse Universiteit en van het Pauselijk Romeins Seminarie bijeenbracht in een soort genootschap ter ere van de Onbevlekte Ontvangenis. Wat aldus begon als een soort studentenvereniging groeide in de eerste tien jaar van haar bestaan al uit tot een veel breder genootschap dat zich richtte op wetenschappelijke bestudering van het verschijnsel en op van het bevorderen van de Kunsten voor zover zij aan de Onbevlekte Ontvangenis waren toegewijd.
In 1847 verleende paus Pius IX canonieke goedkeuring aan de Academie. Toen paus Pius IX in 1854 de Onbevlekte Ontvangenis van Maria - met de bul Ineffabilis Deus als dogma fidei bevestigde, nam de Academie een nog hogere vlucht.
Al snel stond de Academie niet alleen maar open voor priesterstudenten en geestelijken, maar ook voor leken. Zelfs de niet-katholieke Amerikaanse dichter Henry Wadsworth Longfellow was lid van deze Academie. Ook koning Frans II der Beide Siciliën mocht zich rekenen tot de leden. Een vooraanstaand lid was de heilige franciscaan Maximiliaan Kolbe.
De Academie was traditiegetrouw actief rond het hoogfeest van de Onbevlekte Ontvangenis op 8 december. In het octaaf van dit hoogfeest organiseerde de Academie lezingen, muzikale bijeenkomsten en bijeenkomsten waar gedichten werden voorgedragen ter ere van Maria. Na het Angelus van 8 december werden de leden van de Academie traditioneel apart begroet door de paus. Het Angelus werd op die dag altijd gebeden bij de zuil van de Onbevlekte Ontvangenis. Deze traditie ontstond in 1938 op initiatief van de Academie, met goedkeuring van paus Pius XI. Het beeld werd voor die gelegenheid door leden van de Academie versierd met bloemen en guirlandes.
De laatste president van de Academie was - tot zijn overlijden op 3 september 2011 - de Poolse kardinaal Andrzej Maria Deskur.
De Pauselijke Academie van de Onbevlekte Ontvangenis werd op 4 december 2012 opgeheven. De taken en bevoegdheden werden ondergebracht bij de Pauselijke Academie van Maria.